# Славчо Радомирски
Славчо Петров Бочев, наречен Радомирски или Васо, е български държавен и военен деец, офицер (генерал-майор), политик от Българската комунистическа партия (БКП). Преди деветосептемврийския преврат е терорист и участник в партизанското движение в България по време на Втората световна война – партизанин и командир на Радомирския партизански отряд.

## Биография
Славчо Радомирски е роден на 6 февруари 1913 г. в с. Еловдол, Земенско. От 1930 е член на РМС, а от 1934 г. – на БКП. През 1936 година е осъден на 10 години затвор за революционна дейност.
Участва в Съпротивителното движение по време на Втората световна война. През 1941 година минава в нелегалност. Наредено му е да организира и подготви през зимата на 1942 г. терористични групи за екзекуции. Той вече има смъртна присъда по Закона за защита на държавата. Формира група от 20-ина млади въоръжени бойци, мъже и жени, действащи по двойки, като винаги има екзекутираща и охраняваща двойка. Членовете на групата получават заплати и храна. Като командир, Славчо Радомирски участва активно в ликвидационните актове, като убийството на генерал Христо Луков. Първото убийство е извършено на 18 ноември 1942 г. и е на полицейски агент, набеден за залавянето на обвиняеми по процеса срещу ЦК на БРП. На 8 февруари 1943 г. е застрелян в работилницата си дърводелецът Никола Христов Кутуза, който е сътрудник на ЦК на БКП, но е заподозрян за провала, довел до залавянето на Антон Иванов и Цвятко Радойнов. Радомирски е в охраняващата двойка. Следва убийството на генерал Христо Луков (13 февруари), а само няколко дни след това – на полицейския агент Александър Златков – Домата, като се пуска версията, че това е убиецът на Луков, за да се отклони вниманието от комунистите. На 23 март е извършен неуспешен опит за убийство на Данаил Крапчев, като Буруджиев е заловен, а в дома му е намерена огромна сума пари; той посочва Славчо Радомирски като отговорен. Успешна акция на групата на Радомирски е убийството на народния представител Сотир Янев (15 април 1943), а на 2 май – убийството на запасния полковник Атанас Пантев. При неуспешни два опита за убийство на инж. Кулчо Янакиев групата понася загуби и е разформирована, а членовете ѝ са пратени в партизански отряди.
От септември 1943 година Славчо Радомирски е партизанин в Трънския партизански отряд. Той е сред създателите на Радомирския партизански отряд и негов командир. Бил е секретар на Околийския комитет на БКП в Радомир.
След 9 септември 1944 г. е офицер в Българската народна армия и политик от Българската комунистическа партия. Началник е на Политотдела на Гранични войски (1957 – 1962); заместник-началник на управление в МНО (1964 – 1968). От 19 септември 1959 г. е генерал-майор. В периода 19 ноември 1966 – 5 април 1986 г. е член на Централната контролно-ревизионна комисия на БКП. От 8 октомври 1962 г. е член на Военния съвет на Гранични войски. Носител е на орден „Георги Димитров“ (1973, 1983) и на орден „Народна република България“ трета степен (1959).